# Biały Spław
Biały Spław (niem. Weisse Biele, Formberge Graben) – potok górski, prawy dopływ Białej Lądeckiej. 

## Opis
Biały Spław powstaje z połączenia dwóch bezimiennych potoków, z których jeden ma źródła pomiędzy Bruskiem a Smrekiem, na wysokości ok. 1080 m n.p.m., a drugi pomiędzy Bruskiem a Postawną, na wysokości ok. 970 m n.p.m. Płynie głęboko wciętą doliną ku zachodowi. Na wysokości ok. 923 m n.p.m. Biały Spław łączy się z Długim Spławem i z ich połączenia powstaje Biała Lądecka.

## Położenie geograficzne
Potok wraz z jego prawym dopływem źródłowym stanowi granicę pomiędzy Górami Złotymi a Górami Bialskimi.

## Budowa geologiczna
Potok płynie przez obszar zbudowany ze skał metamorficznych – łupków kwarcytowych, kwarcytów, łupków łyszczykowych, amfibolitów i łupków amfibolitowych oraz paragnejsów.

## Ochrona przyrody
Potok płynie przez Śnieżnicki Park Krajobrazowy.

## Turystyka
W rejonie, gdzie płynie Biały Spław nie ma żadnych szlaków turystycznych.